# سمفونی شماره ۱ (چایکوفسکی)

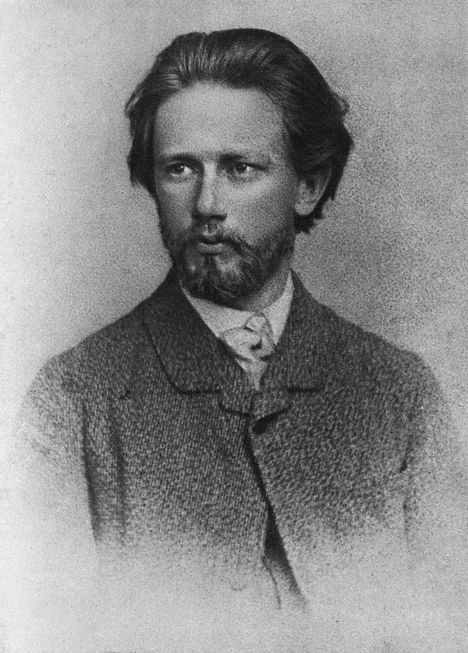
چایکوفسکی

سمفونی شمارهٔ ۱ در سُل مینور، اُپوس ۱۳، معروف به رؤیاهای زمستانی (به روسی: Зимние грёзы)، نخستین سمفونی پیوتر ایلیچ چایکوفسکی است که آهنگساز آن را در سال ۱۸۶۶ میلادی در گام سل مینور نوشته‌است. تصنیف این سمفونی پس از انتخاب چایکوفسکی به‌عنوان استاد در کنسرواتور ملی مسکو انجام شده‌است. او این سمفونی را به نیکلای روبینشتاین تقدیم کرد.
ساخت این سمفونی در ۲۶سالگی، موجب بحران‌های روحی و جسمیِ بسیاری برای چایکوفسکی شد. به‌گفتهٔ برادر او، مُدِست، سمفونی شمارهٔ ۱ به‌تنهایی بیش از هر اثر دیگری موجب ناراحتیِ چایکوفسکی شد.

## ساختار
سمفونی شمارهٔ ۱ چایکوفسکی از چهار موومان تشکیل شده‌است؛ که عبارتند از:
1. رؤیای یک سفر زمستانی. آلگرو ترانکوئیلو
2. سرزمین غم‌زده، سرزمین آشفتگی‌ها. آداجو کانتابیله ما نُن تانتو
3. اسکرتسو. آلگرو اسکراتساندو جوکوزو
4. فیناله. آندانته لوگوبره—آلگرو مائستوزو

## تاریخچه
چایکوفسکی کار بر روی نخستین سمفونی خود را از مارس ۱۸۶۶ آغاز کرد. اندکی بعد دوست و همکارش، نیکلای روبینشتاین، تصنیف یک اوورتور بر پایهٔ سرود ملی دانمارک را به وی سپرد. این اُورتور قرار بود به مناسبت ورود ملکهٔ آینده به مسکو اجرا گردد. چایکوفسکی در این زمان روز و شب مشغول کار بود به‌گونه‌ای که دچار سردرد شدید و بی‌خوابی گشت. او تصور می‌کرد به سکتهٔ ناقص و انسداد شراین دچار شده‌است و پیش از پایان یافتن سمفونی یکم عمرش به‌سر خواهد آمد.
در سیزدهم ماه مه همان سال اجرای موفقی از اوورتور در فا چایکوفسکی در سن پترزبورگ به‌رهبری استاد وی، آنتون روبینشتاین انجام گرفت. این موفقیت موجب بهبود وضع روحی چایکوفسکی گردید.
چایکوفسکی در تابستان همان سال همراه با برادرش، مُدِست به پترهوف نزد خانوادهٔ داویدُف رفت. در این زمان تصنیف سمفونی خود را ادامه داد؛ ولی کار به آسانی پیش نمی‌رفت. واقعیت آن بود که چایکوفسکی پختگی لازم را برای ساخت یک سمفونی نداشت. او نمی‌توانست افکار خود را متمرکز ساخته و جوشش ملودی‌ها را در زنجیرهٔ هارمونی به‌نظم بکشد. این وضع موجب مختل شدن اعصابش گشت؛ و او را در آستانهٔ یک بحران روحی قرار داد. در پایان ماه ژوئیه او را نزد پزشکی بردند که استراحت مطلق را برای چایکوفسکی ۲۶ ساله تجویز کرد. مجموعهٔ این رویدادها موجب شد او نتواند کار ساخت سمفونیش را در آن تابستان به‌پایان برساند.
چایکوفسکی سپس سمفونی ناتمام را نزد استادانش، آنتون روبینشتاین و نیکلای زارمبلا سپرد تا از نقد و دیدگاهشان آگاه گردد. روبینشتاین و زارمبا سمفونی را کاری گستاخانه یافتند و ایرادهای بسیاری از آن گرفتند. چایکوفسکی سپس به مسکو بازگشت و تلاش کرد ایرادهایی که استادانش به سمفونی گرفته بودند را برطرف کند.
به درخواست چایکوفسکی، نیکلای روبینشتاین موافقت کرد سمفونی او را وارد برنامهٔ انجمن موسیقی مسکو کند. در ۲۲ دسامبر ۱۸۶۶ موومان سوم سمفونی در مسکو اجرا شد. در این زمان با وجود آن‌که چایکوفسکی ایرادهای سمفونی را برطرف کرده بود، آنتون روبینشتاین سمفونی‌اش را رد کرد. در فوریهٔ ۱۸۶۷ نیکلا روبینشتاین اجرای دو موومان عمدهٔ سمفونی را در مسکو رهبری کرد که استقبال چندانی از آن نشد.
نخستین اجرای موفق و کامل سمفونی شمارهٔ ۱ در ۱۵ فوریهٔ ۱۸۶۸ به رهبری نیکلای روبینشتاین در مسکو انجام گرفت. با وجود آن‌که استقبال از اجرا بالا بود، این سمفونی تا ۱۶ سال بعد اجرا نشد و عملاً به فراموشی سپرده شد.
امروزه این سمفونی چه در میان نخستین سمفونی‌های آهنگسازان دیگر و چه به‌عنوان نمونه‌ای از موسیقی روسیه جایگاه ویژه‌ای دارد. چرا که تا پیش از آن روسیه فاقد یک سمفونی برجسته بود.

## سازبندی
در این سمفونی از یک فلوت پیکولو، دو فلوت، دو ابوا، دو کلارینت (در «لا» و «سی بمل»)، دو فاگوت، چهار کر (در «می بمل» و «فا»)، دو ترومپت (در «دو» و «ر»)، دو ترومبون، توبا، تیمپانی، سنج، طبل بزرگ و سازهای زهی استفاده شده‌است.